# تروریسم در ترکیه

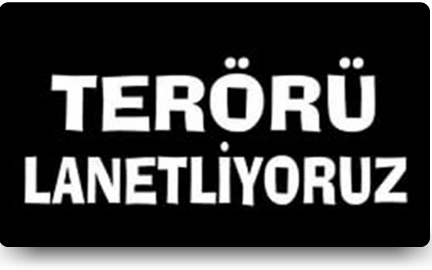
تصویری برای محکوم کردن تروریسم

تروریسم در ترکیه (انگلیسی: Terrorism in Turkey) ضایعات زیادی در این کشور تحمیل کرده‌است. از سال ۱۹۸۴ تا سال ۲۰۰۰، حدود ۳۰ هزار تا ۳۵ هزار شهروند ترکیه در حوادث مربوط به تروریسم و منازعه ترکی-کردی کشته شدند؛ در این دوره حزب کارگران کردستان (PKK)، یک گروه جدایی طلب کرد (که در سال ۲۰۰۲ به نام KADEK نامگذاری شد) اکثر حملات تروریستی را انجام داده‌است. این حملات در مناطق شرقی و جنوب شرقی ترکیه، جایی که PKK فعالیت‌های خود را متمرکز کرده‌است، انجام گرفته‌است.

## تاریخچه
در دهه ۱۹۸۰ و ۱۹۹۰، تروریسم اسلامی در ترکیه پدیده ای جداگانه بود که توسط حزب‌الله ترکیه و جبهه ائتلاف‌های بزرگ اسلامی شرق نشان داده شده‌است.
در سالهای ۲۰۰۰، حملات گروه‌های اسلام‌گرا افزایش یافته‌است، برخی از آنها در پیوند با القاعده است. یک گروه که توسط محققان مورد مطالعه قرار گرفته‌است، حزب‌الله ترکیه است.
حملات دیگر، مانند حمله به کلوب شبانه استانبول ۲۰۱۷، توسط داعش انجام شد.

## علل و پیامدها
علل تروریسم در ترکیه از دخالت آن در جنگ داخلی سوریه تا وضعیت کردها و عناصر سیاسی رادیکال در کشور محسوب می‌شود. اکثر حوادث تروریستی در ترکیه عمدتاً در شرق و جنوب شرقی ترکیه و شهرهای بزرگ متمرکز می‌شوند. تروریسم تأثیر منفی در بخش گردشگری کشور داشته‌است. ترکیه در برخورد با تروریسم از طریق تلاش‌هایش برای پیوستن به اتحادیه اروپا، موفق بوده‌است.

## تأثیرات حملات تروریستی در انتخابات
یک مطالعه نشان داد که به نظر می‌رسد که رای‌دهندگان ترکیه نسبت به تروریسم بسیار حساس هستند و دولت را به خاطر تلفات سرزنش می‌کنند. علاوه بر این، قرار گرفتن در معرض تروریسم منجر به افزایش سهم رای‌دهندگان حزب راست می‌شود.

## حوادث قابل توجه
- حمله به کلوب شبانه استانبول ۲۰۱۷
- حمله به فرودگاه بین‌المللی استانبول۲۰۱۷
- بمب‌گذاری فوریه ۲۰۱۶ آنکارا
- بمب‌گذاری مارس ۲۰۱۶ آنکارا
- بمب‌گذاری استانبول ۲۰۱۶
- بمب‌گذاری آوریل ۲۰۱۶ بورسا
- بمب‌گذاری فوریه ۲۰۱۶ دیاربکر
- بمب‌گذاری مه ۲۰۱۶ دیاربکر
- بمب‌گذاری ژوئن ۲۰۱۶ استانبول
- بمب‌گذاری ژوئن ۲۰۱۶ میدیات
- بمب‌گذاری‌های ۲۰۱۵ آنکارا
- بمب‌گذاری سوروچ ۲۰۱۵
- بحران گروگان‌گیری دریای سیاه
- بمب‌گذاری ۲۰۰۸ دیاربکر
- حمله به فرودگاه بین‌المللی اسنبوا
- بمب‌گذاری ۲۰۱۰ اتوبوس در هکاری
- قتل ناجی الجرف
- بمب‌گذاری ۲۰۰۵ مینی بوس در کوشاداسی
- حادثه شمدینلی
- قتل‌عام خانه انتشارات در زیرو